# Kawanishi J6K1
O Kawanishi J6K1 Jinpu foi um interceptor monoplano monomotor projectado para a Marinha Imperial Japonesa, mas que não entrou em produção por causa do sucesso da N1K2-J, um avião da mesma empresa aeronáutica.

## Projecto e Desenvolvimento
O J6K1 seria um interceptor convencional desenvolvido para ir de encontro com as necessidades japonesas durante a guerra. Seria alimentado inicialmente por um Nakajima NK9A0 (HA45-42), um motor a pistão radial, com arrefecimento forçado, e um supercompressor mecânico de três velocidades no nariz; o motor teria quatro hélices. Contudo, o projecto foi alterado e a aeronave passaria a ser alimentada por um motor Homare 42. O cockpit foi projectado para ter um único assento e ajustado atrás do motor na maneira típica. Os engenheiros estimaram uma velocidade máxima de até 685 quilómetros por hora, com autonomia excepcional de cerca de 5,5 horas e uma capacidade de voar até uma altura máxima de 10 060 metros de altitude.
No modelo original, a aeronave seria equipada com quatro canhões de 20 mm Tipo 99-2 e dois canhões de 13,2 mm Tipo 2. Um segundo modelo proposto teria duas metralhadoras de 30 mm Tipo 5 e dois canhões de 13,2 mm Tipo 3. Uma terceira versão, de 1944, seria equipada com um conjunto de seis canhões de 20 mm. Pretendia-se que este terceiro design, a determinada altura, abandonasse os modelos de canhões antigos e adopta-se o, na altura moderno, canhão de 20 mm 18-Shi 1-Gata, um canhão com uma cadencia e pontaria apuradas.
De acordo com documentos do design em 1943, uma maqueta em tamanho real foi encomendada pela Marinha Imperial Japonesa em Fevereiro de 1944. Outra reunião teve lugar em Junho, quando foi ordenado que se começasse a trabalhar na construção do primeiro protótipo, ao mesmo tempo que algumas mudanças foram pedidas, nomeadamente no leme e na armadura do cockpit. Uma segunda maqueta em tamanho real estava a ser construída quando o projecto foi cancelado a meio do mês de Agosto, em 1944, tendo a Kawanishi ficado demasiado ocupada com a linha de produção do N1K2, visto por muitos especialistas japoneses como um dos melhores aviões de caça japoneses da guerra.
Os engenheiros da Kawanishi mantiveram o optimismo em relação ao J6K1, acreditando que se houvesse necessidade de construção e produção, este interceptor conseguiria subir alto o suficiente e abater os Boeing B-29 Superfortress norte-americanos.